# Romi-Kumi Corona
La Romi-Kumi Corona è una struttura geologica della superficie di Venere.